# الألعاب البارالمبية الآسيوية
الألعاب البارالمبية الآسيوية، والمعروفة أيضاً باسم بارا أسياد، هي حدث بارالمبي متعدد الرياضات تنظمه اللجنة البارالمبية الآسيوية ويقام كل أربع سنوات بعد دورة الألعاب الآسيوية للرياضيين ذوي الإعاقة الجسدية. وقد تبنى الحدثان الاستراتيجية المطبقة من قبل لجنتي الألعاب الأولمبية والبارالمبية بإقامة كلتا اللعبتين في نفس المدينة. ومع ذلك، فإن استبعاد الألعاب البارالمبية الآسيوية من عقد المدينة المضيفة لدورة الألعاب الآسيوية يعني أن كلا الحدثين يقاما مستقلان عن بعضهما البعض. اعترفت اللجنة البارالمبية الدولية بهذه الألعاب ووُصفت بأنها ثاني أكبر حدث متعدد الرياضات بعد الألعاب البارالمبية.
استضافت ثلاث دول الألعاب البارالمبية الآسيوية وشاركت أربع وأربعون دولة في الألعاب منذ انطلاقها.
أقيمت آخر دورة لهذه الألعاب في هانغتشو، الصين بين 22 و28 أكتوبر 2023. ومن المقرر أن تقام الألعاب التالية في ناغويا، اليابان من 18 إلى 24 أكتوبر 2026.

## تاريخها
أُقيمت ألعاب فيسبيك قبل دورة الألعاب البارالمبية الآسيوية، وشارك فيها رياضيون من منطقة آسيا والمحيط الهادئ. أقيمت دورة الألعاب البارالمبية الآسيوية لأول مرة في 1975 في أويتا باليابان بمشاركة 18 دولة. وأقيمت ثماني دورات أخرى حتى 2006.
حلت دورة الألعاب البارالمبية الآسيوية محل دورة ألعاب فيسبيك، التي جرى حلها إلى جانب اتحاد فيسبيك، الهيئة الحاكمة للألعاب، واندمجت مع المجلس البارالمبي الآسيوي الذي أعيدت تسميته باللجنة البارالمبية الآسيوية عند اختتام النسخة الأخيرة من فيسبيك التي أقيمت في نوفمبر 2006 في كوالالمبور، ماليزيا. أقيمت دورة الألعاب البارالمبية الآسيوية الافتتاحية، وهي أول حدث آسيوي متعدد الرياضات للرياضيين ذوي الإعاقة، في 2010 في غوانجو، الصين.
على الرغم من وجود فكرة إقامة الألعاب الآسيوية والألعاب البارالمبية الآسيوية في نفس المدينة كما هو الحال في الألعاب الأولمبية والألعاب البارالمبية، فإنه حتى يومنا هذا لا يوجد ذكر للألعاب البارالمبية الآسيوية في العقد الخاص بالمدينة المضيفة للألعاب الآسيوية، مما يعني أنه يمكن إقامة الأحداث باستقلالية تامة ودون أي اتصال. تقام كلتا اللعبتين مستقلة عن بعضهما البعض ويمكن تنظيمهما من قبل لجان تنظيم مختلفة.

## قائمة الألعاب الآسيوية البارالمبية
| الدورة | السنة        | المدينة المضيفة | الدولة المضيفة | افتتحها                             | بداية          | نهاية          | الدول       | المتنافسون  | الرياضات    | المسابقات   | أعلى ترتيب  | مصدر  |
| ------ | ------------ | --------------- | -------------- | ----------------------------------- | -------------- | -------------- | ----------- | ----------- | ----------- | ----------- | ----------- | ----- |
| 1      | 2010         | غوانجو          | الصين          | نائب رئيس مجلس الدولة لي كه تشيانغ  | 12 ديسمبر      | 19 ديسمبر      | 41          | 2,405       | 19          | 341         | الصين (CHN) | [ 6 ] |
| 2      | 2014         | إنتشون          | كوريا الجنوبية | رئيس الوزراء تشونغ هونج-وون         | 18 أكتوبر      | 24 أكتوبر      | 41          | 2,497       | 23          | 443         | الصين (CHN) | [ 7 ] |
| 3      | 2018         | جاكرتا          | إندونيسيا      | الرئيس جوكو ويدودو                  | 6 أكتوبر       | 13 أكتوبر      | 43          | 2,757       | 18          | 506         | الصين (CHN) | [ 8 ] |
| 4      | 2022         | هانغتشو         | الصين          | نائب رئيس مجلس الدولة دينغ شيوشيانغ | 22 أكتوبر 2023 | 28 أكتوبر 2023 | 44          | 3,100       | 22          | 501         | الصين (CHN) |       |
| 5      | 2026         | آيتشي-ناغويا    | اليابان        | سيعلن عنها                          | 18 أكتوبر 2026 | 24 أكتوبر 2026 |             |             | 18          |             |             |       |
| 6      | 2030 أو 2031 | الدوحة          | قطر            | حدث مستقبلي                         | حدث مستقبلي    | حدث مستقبلي    | حدث مستقبلي | حدث مستقبلي | حدث مستقبلي | حدث مستقبلي |             |       |
| 7      | 2034 أو 2035 | الرياض          | السعودية       | حدث مستقبلي                         | حدث مستقبلي    | حدث مستقبلي    | حدث مستقبلي | حدث مستقبلي | حدث مستقبلي | حدث مستقبلي |             |       |

ملاحظات:
1. ↑  الأسماء والمناصب المكتوبة بخط مائل تعكس اسم شخص لم يكن رئيس دولة عند افتتاح الألعاب. إذا كان اسم المنصب مكتوباً بخط مائل جزئياً، فإن الجزء غير المكتوب بخط مائل هو اسم ووظيفة رئيس الدولة الذي يجرى تمثيله.
2. ↑  ممثلاً عن هو جينتاو، رئيس جمهورية الصين الشعبية.
3. ↑  ممثلاً عن بارك غن هي، رئيسة كوريا الجنوبية.
4. ↑  ممثلاً عن شي جين بينغ، رئيس جمهورية الصين الشعبية.

### الترتيب
| السنة | الترتيب حسب الميداليات | الترتيب حسب الميداليات | الترتيب حسب الميداليات |
| السنة | 1                      | 2                      | 3                      |
| ----- | ---------------------- | ---------------------- | ---------------------- |
| 2010  | الصين                  | اليابان                | كوريا الجنوبية         |
| 2014  | الصين                  | كوريا الجنوبية         | اليابان                |
| 2018  | الصين                  | كوريا الجنوبية         | إيران                  |
| 2022  | الصين                  | إيران                  | اليابان                |